# Kiggaella
Kiggaella is een geslacht van vliesvleugeligen uit de familie van de Eulophidae. De wetenschappelijke naam van dit geslacht werd voor het eerst geldig gepubliceerd in 2005 door T. C. Narendran.

## Soorten
Het geslacht Kiggaella is monotypisch en omvat slechts de volgende soort:
- Kiggaella oryzae Narendran, 2005